# 長江證券
長江證券股份有限公司（深交所：000783）是中國的一間證券公司，從事證券經紀、資產管理、固定收益、證券投資、金融衍生工具等業務。长江证券股份有限公司是全国性的全牌照上市证券公司，也是中西部最大的证券公司。

## 历史
公司前身为湖北证券公司，于1991年成立，总部设在武汉，2000年，湖北证券增资扩股至10.29亿元，改稱長江證券有限責任公司。于2007年在深圳证券交易所挂牌上市（股票代码为000783），是中国第6家上市券商。2007年，它借殼中國石化子公司石家莊煉油化工股份有限公司（簡稱S石煉化），改稱長江證券股份有限公司，取代S石煉化在深圳證券交易所上市。
2021年7月24日，中国证券监督管理委员会发布《2021年证券公司分类结果》，共有103家券商参与。其中长江证券被评为A级，与2020年持平。
2024年3月29日晚间，长江证券发布公告称，湖北国资旗下长江产业投资集团有限公司（简称“长江产投”）以非公开转让方式受让湖北能源和三峡资本所持长江证券全部8.63亿股股份，占总股本15.6%。根据公告显示，此次转让受让方长江产投目前持有长江证券1亿股股份，占比1.81%。在后续完成转让15.6%股权后，长江产投将持有长江证券9.63亿股股份，持股占比达17.41%。同时，长江产投与长江证券现有股东武汉城市建设集团有限公司、湖北宏泰集团有限公司等分别签署了《一致行动协议》。湖北省国资直接和间接持有长江证券股份占比将达到28.22%。

## 链接
- 長江證券股份有限公司 （页面存档备份，存于）